# ゴールボール男子日本代表

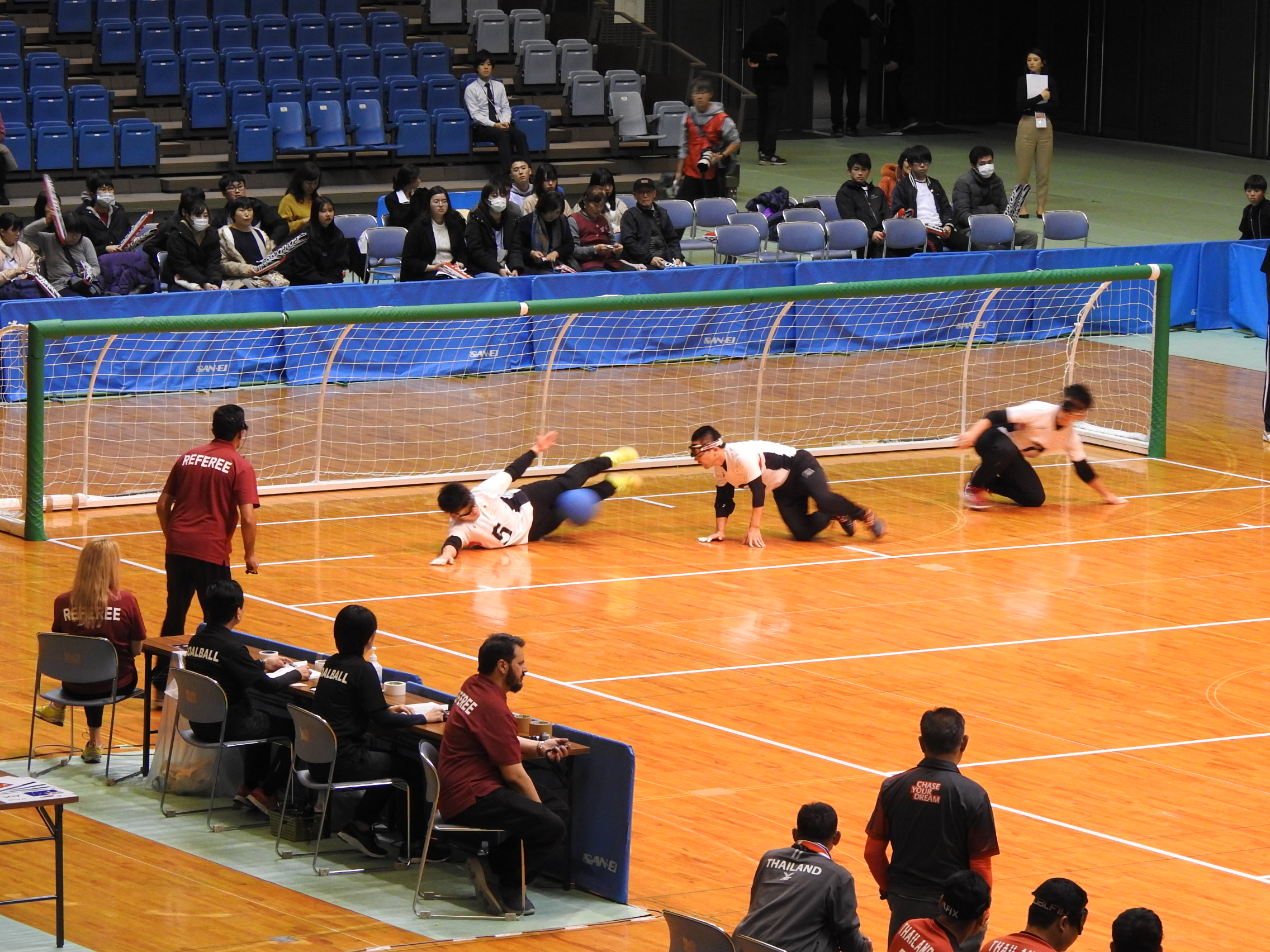
2019IBSAゴールボールアジアパシフィック選手権大会in千葉でのゴールボール男子日本代表

ゴールボール男子日本代表（ゴールボールだんしにほんだいひょう）は、日本ゴールボール協会による男子ゴールボールのナショナルチームである。IBSAゴールボール世界ランキング10位（2021年6月現在）。

## 概要
1994年、フェスピック（現在、アジアパラ競技大会）に初参加（4位）。
1995年、アトランタパラリンピックより五輪予選に参加。
2021年、東京パラリンピックに初出場。
2022年、チームの愛称を公募により「オリオンJAPAN」（男女共通）に決定した。オリオン座の三つ星がコート上の選手を、残る星は支援する人々を連想させることが選考理由。
2024年、パリパラリンピックに出場し、日本男子史上初の金メダルを獲得した。

## 日本代表選手（2021年）

### 東京パラリンピック日本代表
- 金子和也
- 川嶋悠太
- 佐野優人
- 田口侑治
- 宮食行次
- 山口凌河

### 強化指定選手
- 宮食行次
- 田口侑治
- 山口凌河
- 金子和也
- 信澤用秀
- 佐野優人
- 川嶋悠太
- 伊藤雅敏
- 辻村真貴
- 萩原直輝
- 小林裕史
- 安藤勇二

## 過去の成績

### パラリンピック
| 開催年 | 開催地 | 成績     | 日本代表（太字はキャプテン）                          | ヘッドコーチ |
| ------ | ------ | -------- | ----------------------------------------------------- | ------------ |
| 2021   | 東京   | ベスト8  | 金子和也 川嶋悠太 佐野優人 田口侑治 宮食行次 山口凌河 | 工藤力也     |
| 2024   | パリ   | 金メダル | 金子和也 佐野優人 鳥居陽生 田口侑治 萩原直輝 宮食行次 | 工藤力也     |

### アジアパラ競技大会
- 2010年アジアパラ競技大会：4位
- 2014年アジアパラ競技大会：3位（銅メダル）
- 2018年アジアパラ競技大会：4位